# Kallima sylvicola
Kallima sylvicola är en fjärilsart som beskrevs av Hans Fruhstorfer 1898. Kallima sylvicola ingår i släktet Kallima och familjen praktfjärilar. Inga underarter finns listade i Catalogue of Life.